# Lijst van voetbalinterlands Guinee-Bissau - Kenia
Deze lijst van voetbalinterlands is een overzicht van alle officiële voetbalwedstrijden tussen de nationale teams van Guinee-Bissau en Kenia. De landen speelden tot op heden vier keer tegen elkaar. De eerste ontmoeting was een kwalificatiewedstrijd voor de Afrika Cup 2012 op 4 september 2010 in Bissau. Het laatste duel, een kwalificatiewedstrijd voor de Afrika Cup 2017, werd gespeeld in Nairobi op 27 maart 2016.

## Wedstrijden
| № | Plaats  | Datum            | Competitie                   | Wedstrijd             | Uitslag |
| - | ------- | ---------------- | ---------------------------- | --------------------- | ------- |
| 1 | Bissau  | 4 september 2010 | Afrika Cup 2012 kwalificatie | Guinee-Bissau − Kenia | 1 − 0   |
| 2 | Nairobi | 3 september 2011 | Afrika Cup 2012 kwalificatie | Kenia − Guinee-Bissau | 2 − 1   |
| 3 | Bissau  | 23 maart 2016    | Afrika Cup 2017 kwalificatie | Guinee-Bissau − Kenia | 1 − 0   |
| 4 | Nairobi | 27 maart 2016    | Afrika Cup 2017 kwalificatie | Kenia − Guinee-Bissau | 0 − 1   |

## Samenvatting
| Competitie              | Totaal gespeeld | Winst Guinee-Bissau | Gelijk | Winst Kenia | Doelsaldo Guinee-Bissau – Kenia |
| ----------------------- | --------------- | ------------------- | ------ | ----------- | ------------------------------- |
| Afrika Cup-kwalificatie | 4               | 3                   | 0      | 1           | 4 − 2                           |
| Totaal                  | 4               | 3                   | 0      | 1           | 4 − 2                           |

FFGB · 
Guinee-Bissaus vrouwenelftal
Interlands
Tegenstander:
Algerije ·
Angola ·
Benin ·
Botswana ·
Burkina Faso ·
Centraal-Afrikaanse Republiek ·
Congo-Brazzaville ·
Djibouti ·
Egypte ·
Equatoriaal-Guinea ·
Ethiopië ·
Gabon ·
Gambia ·
Ghana ·
Guinee ·
Ivoorkust ·
Kaapverdië ·
Kameroen ·
Kenia ·
Liberia ·
Mali ·
Marokko ·
Mauritanië ·
Mozambique ·
Namibië ·
Nigeria ·
Oeganda ·
Sao Tomé en Principe ·
Senegal ·
Sierra Leone ·
Soedan ·
Swaziland ·
Togo ·
Zambia ·
Zuid-Afrika
KFF · Selecties · Keniaans vrouwenelftal
1926 – 1939 · 
1940 – 1949 · 
1950 – 1959 · 
1960 – 1969 · 
1970 – 1979 · 
1980 – 1989 · 
1990 – 1999 · 
2000 – 2009 · 
2010 – 2019 ·
2020 − 2029
Algerije ·
Angola ·
Australië ·
Bahrein ·
Botswana ·
Burkina Faso ·
Burundi ·
Centraal-Afrikaanse Republiek ·
China ·
Comoren ·
Congo-Brazzaville ·
Congo-Kinshasa ·
Djibouti ·
Egypte ·
Equatoriaal-Guinea ·
Eritrea ·
Ethiopië ·
Gabon ·
Gambia ·
Ghana ·
Guinee ·
Guinee-Bissau ·
India ·
Indonesië ·
Irak ·
Iran ·
Ivoorkust ·
Jemen ·
Jordanië ·
Kaapverdië ·
Kameroen ·
Koeweit ·
Lesotho ·
Liberia ·
Libië ·
Madagaskar ·
Malawi ·
Maleisië ·
Mali ·
Marokko ·
Mauritanië ·
Mauritius ·
Mozambique ·
Namibië ·
Nieuw-Zeeland ·
Nigeria ·
Oeganda ·
Oman ·
Pakistan ·
Qatar ·
Rusland ·
Rwanda ·
Senegal ·
Seychellen ·
Sierra Leone ·
Soedan ·
Somalië ·
Swaziland ·
Taiwan ·
Tanzania ·
Thailand ·
Togo ·
Trinidad en Tobago ·
Tunesië ·
Verenigde Arabische Emiraten ·
Zambia ·
Zimbabwe ·
Zuid-Afrika ·
Zuid-Korea ·
Zuid-Soedan ·
Zwitserland